# Lochmaeocles sladeni
Lochmaeocles sladeni es una especie de escarabajo longicornio del género Lochmaeocles, tribu Onciderini, orden Coleoptera. Fue descrita por Gahan en 1904.

## Descripción
Mide 16,5-29 mm de longitud.

## Distribución
Se distribuye por Argentina, Bolivia, Brasil, Paraguay y Uruguay.